# Cœur de chien (film)
Pour les articles homonymes, voir Cœur de chien (homonymie).
Cœur de chien (Cuore di cane) est une coproduction germano-italienne réalisée par Alberto Lattuada et sortie en 1976. Le film est une adaptation de la nouvelle éponyme de Mikhaïl Boulgakov, publié en 1925.

## Synopsis
Un professeur greffe sur un chien, trouvé dans les rues de Moscou, l'hypophyse d'un homme alcoolique et dénué de scrupules. Le résultat est catastrophique : l'animal se transforme en un individu grossier, venimeux et fanatique. Pour Alberto Lattuada, « l'apprenti-sorcier devient la première victime de son invention ».

## Fiche technique
- Titre du film : Cœur de chien
- Titre original : Cuore di cane
- Réalisation : Alberto Lattuada
- Scénario : A. Lattuada, Mario Gallo et Viveca Melander d'après la nouvelle éponyme de Mikhaïl Boulgakov
- Photographie : Lamberto Caimi, Eastmancolor
- Musique : Piero Piccioni
- Montage : Sergio Montanari
- Décors : Vincenzo Del Prato
- Costumes : Marisa D'Andrea
- Production : M. Gallo, A. Lattuada, Enzo Giulioli pour Filmapha
- Durée : 113 min.
- Pays de production :  Italie,  Allemagne de l'Ouest
- Date de sortie : 23 janvier 1976
- Genre : Comédie satirique

## Distribution
- Max von Sydow : Professeur Philippe Philippovitch Préobrazenski
- Cochi Ponzoni : Bobikov/Polygraphe
- Ilona Staller : Natasa
- Eleonora Giorgi : Zina
- Mario Adorf : Docteur Bormenthal
- Gina Rovere : Darja Petrovna
- Rena Niehaus : Zoïa
- Vadim Glowna : Schwonder

## Commentaires
- « Il est clair que Gogol est le père de Boulgakov », dit Alberto Lattuada. Et c'est pourquoi, le réalisateur italien s'est attaché à Cœur de chien, comme il s'est passionné pour Le Manteau. Les deux œuvres entretiennent d'étroites parentés et les deux écrivains expriment d'emblée leur sympathie pour le faible, l'opprimé. Si, chez les deux auteurs, le trait est corrosif et sans fioritures, le dessin est néanmoins « tracé avec l'amour infini que le grand Russe a pour son frère humain. » (A. Lattuada).
- « Le crime du génie, c'est-à-dire la manie de démentir les lois de la nature, voilà le thème dominant de mon film », soutient Alberto Lattuada qui perçoit dans Cœur de chien une « satire féroce du pouvoir excessif de la science ». Mais il y a également, poursuit-il, « le cadre qui sert d'arrière-fond à cette grotesque tragédie : celui de la mise en place chaotique d'une grande nation qui, tout de suite après la plus radicale révolution de tous les temps, voit s'avancer, comme un cauchemar inévitable, l'involution masquée, voit s'affirmer le privilège traditionnel, la bureaucratie pyramidale, l'obsession policière. » (in : Feuillets au vent, Editions J.C.Lattès).
- Pour ce faire, « j'ai exclu délibérément les moyens trop excessifs que le cinéma mettait à ma disposition. (...) Toute la partie fantastique de l'histoire a été rendue comme si le spectateur avait un pied au seuil du mystère, mais vivait avec une crainte soupçonneuse d'y entrer. (...) Une sorte de rêve éveillé. » (op. cité).